# Oceaniphisis kororensis
Oceaniphisis (Curtipenna)
Sous-genre
Espèce
Synonymes
- Oceaniphisis (Curtipenna) kororensis D.K.M. Kevan, 1992[2]

Oceaniphisis (Curtipenna) kororensis est une espèce d'orthoptères de la famille des Tettigoniidae, la seule du sous-genre Oceaniphisis (Curtipenna). 

## Distribution
Cette espèce est endémique des Palaos où elle a été découverte sur l'île de Koror.

## Étymologie
Son nom spécifique, composé de koror et du suffixe latin -ensis, « qui vit dans, qui habite », lui a été donné en référence au lieu de sa découverte. 

## Publication originale
- Jin & Kevan, 1992 : « Taxonomic revision and phylogeny of the tribe Phisidini (Insecta: Grylloptera: Meconematidae) ». Theses Zoologicae, vol. 18, p. 1–360.